# داي ون ستوديوز
دي ون ستوديوز (بالإنجليزية: Day 1 Studios) هي شركة أمريكية مطورة لألعاب الفيديو، تأسست عام 2001.

## الألعاب
- Axis & Allies – الكمبيوتر الشخصي (1998)
- Missile Command – الكمبيوتر الشخصي، بلاي ستيشن (1999)
- Avalon Hill's Diplomacy – الكمبيوتر الشخصي (1999)
- Battleship: Surface Thunder – الكمبيوتر الشخصي (2000)
- MechAssault – إكس بوكس (2002)
- MechAssault 2: Lone Wolf – إكس بوكس (2004)
- فير – إكس بوكس 360 (2006), بلاي ستيشن 3 (2007)
- Fracture – إكس بوكس 360، بلاي ستيشن 3 (أكتوبر 2008)
- F.E.A.R. 3 – الكمبيوتر الشخصي، بلاي ستيشن 3، إكس بوكس 360 (2011)

## وصلات خارجية
- داي ون ستوديوز على موقع IMDb (الإنجليزية)